# Detroit (Maine)
Detroit – miasto w stanie Maine w hrabstwie Somerset w Stanach Zjednoczonych.
- Powierzchnia: 52,9 km²
- Ludność: 816 (2000)